# Rižanski pravorijek
Rižanski pravorijek (lat. Placitum Risanium) isprva je pisan latinskim jezikom o pritužbama istarskih građana protiv vojvode Ivana koji je naselio Slavene sve do gradova uz morsku obalu. Tužbe se iznose izaslanikom Karla Velikog. Istrani u tekstu traže:
To se odnosi na Hrvate i Slovence, koji su prema Rižanskom pravorijeku prije 800. godine naselili cijelu Istru i došli do zidina gradova. Dokument je dobio ime po rijeci Rižani pokraj Kopra. Čuva se u Veneciji.

## Vanjske poveznice
- Hrvatski srednjovjekovni tekstovi:tri pisma i tri jezika